# Johannes Ackermanns
Johannes Ackermanns (* 9. Juli 1887 in Aldekerk; † 30. November 1962) war ein deutscher Kommunalpolitiker und ehrenamtlicher Landrat (CDU).

## Leben und Beruf
Nach dem Schulbesuch absolvierte Ackermanns eine kaufmännische Ausbildung und war als Kaufmann, Landwirt und Ölmühlenbesitzer in Aldekerk tätig. Er war verheiratet.
Mitglied des Kreistages des ehemaligen Landkreises Geldern war er von 1946 bis 1956. Vom 17. Oktober 1948 bis zum 14. November 1950 war er Landrat des Landkreises Geldern. Außerdem war er von 1948 bis 1952 Bürgermeister der Gemeinde Geldern.